# Gerd Eißing

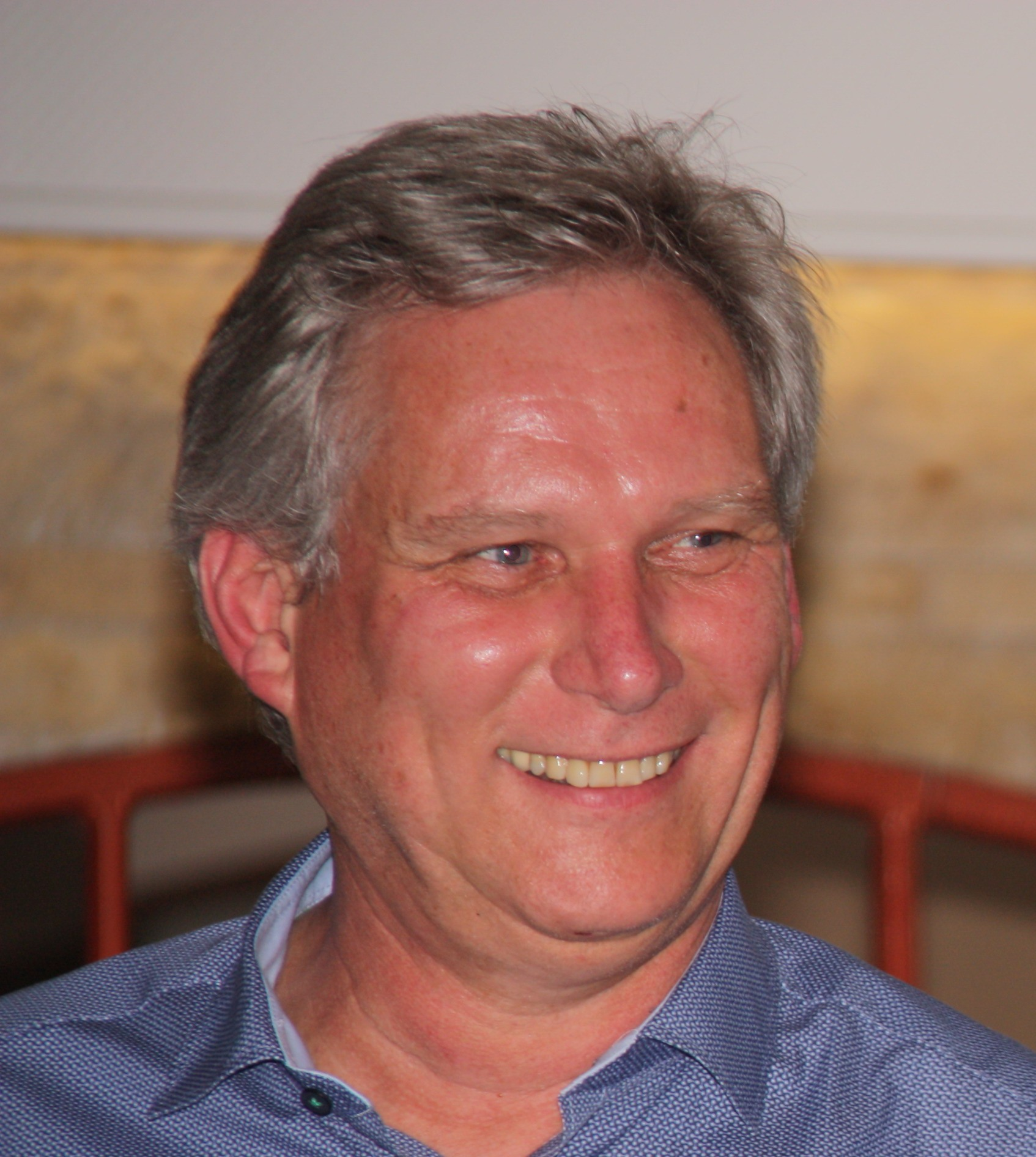
Gerd Eißing 2017

Gerhard „Gerd“ Eißing (* 2. August 1957) ist ein deutscher Mathematiker und zweiter stellvertretender Bundesvorsitzender des gemeinnützigen Vereins Mukoviszidose e. V.

## Leben
Eißing studierte nach dem Abitur Mathematik an der Universität Münster und war bis 2021 Geschäftsführer der MPG&E Handel und Service GmbH in Bordesholm.

### Ehrenamt
Seit 1992 engagiert sich Eißing ehrenamtlich im Mukoviszidose e. V. als Interessenvertreter der Betroffenen mit Mukoviszidose, seit 1993 als Mitglied des Vereinsvorstands und seit Mai 2014 als zweiter stellvertretender Bundesvorsitzender. Schwerpunkte seiner ehrenamtlichen Arbeit sind das Fundraising z. B. mit der Fußballmannschaft Nord-Ostsee-Auswahl, die Patientenherberge „Haus Schutzengel“ in Hannover sowie alle Angelegenheiten der Geschäftsstelle des Vereins in Bonn.

## Ehrungen
- 2016: Verdienstorden der Bundesrepublik Deutschland